# فرانشيسكو بيانيتا
فرانشيسكو بيانيتا (بالإيطالية: Francesco Pianeta)‏ مواليد 8 أكتوبر 1984 في كوزنسا، هو ملاكم محترف إيطالي يصنف ضمن فئة الوزن الثقيل بدأ مسيرته الاحترافية سنة 2005 حيث انتصر في نزاله الأول.

## المسيرة الاحترافية
من نزالاته:
- خسر أمام روسلان تشاجايف (11-07-2015).
- انتصر على فلاديمير كليتشكو (05-12-2014).
- انتصر على أوليفر ماكول (16-05-2012).
- انتصر على روبرت هوكينز (21-10-2011).
- انتصر على سكوت جامر (30-08-2008).

## إحصائيات
خاض خلال مسيرته 35 نزالا، فاز في 32 وتعادل في 1 وخسر في 2. فاز بالضربة القاضية في 18 نزالا.

## وصلات خارجية
- فرانشيسكو بيانيتا على موقع بوكس ريك (الإنجليزية) (registration required)

- الموقع الرسمي